# شعار إقليم المحيط الهندي البريطاني
اعتمد شعار إقليم المحيط الهندي البريطاني في سنة 1990م مناسبة الذكرى 25 لتأسيس الإقليم.
يتكون الدرع من شجرة نخيل فوق تاج القديس إدوارد على ثلاثة خطوط بيضاء متموجة تمثل المحيط، وشمس في الزاوية العلوية اليسرى، وعلم الاتحاد في أعلى الدرع. يؤيد الدرع سلحفتان بحريتين (لجأة صقرية المنقار وسلحفاة خضراء)، يمثلان الحياة البرية المحلية المحلية. وفي القمة القمة تاج بحري حول برج أحمر يحمل علم الإقليم؛ ليس هناك عباءة.